# Imperio del Gran Fulo
El Imperio del Gran Fulo o Imperio Futa Toro, también conocido como Reino de Denanke o Reino Denianke, fue un reino pulaar preislámico de Senegal en África occidental que dominó la región de Futa Toro, formado como resultado del declive de los imperios de Malí y Wolof. Su población dominó a sus vecinos a través del uso de caballería y luchó contra los imperios de Malí, Songhai y Wolof. Dejó de existir en 1776 debido al levantamiento islámico.

## Historia
A finales del siglo XV. El pueblo fulbe, que vivía en la región de Futa Yallon, dirigido por el mansi Tengella, se trasladó al noroeste hasta el río Gambia. Aquí logró sentar las bases del estado. Luego luchó contra el Imperio Songhai por herencia Imperio de Malí, pero fue derrotado en 1512.
En los años siguientes, los Fulbe se establecieron en la meseta de Futa Toro, de donde el estado Fulbe obtuvo su nombre. En los años siguientes luchó con éxito contra el Imperio Wolof. Sin embargo, nuevos intentos de suprimir el Imperio Songhai terminaron en otra derrota. En 1590, se brindó ayuda a las tropas del Sultán de Marruecos Ahmad I, que marcharon cerca de las tierras de Futa Toro en una campaña contra el Imperio Songhai.
En 1600 se estableció la supremacía del estado de Baal, lo que expandió la influencia del imperio en el Océano Atlántico. Como resultado, las tierras a lo largo del río Senegal quedaron subordinadas a los Futa Toro.
A mediados del siglo XVII, en el norte, se forma el estado de Zuya, encabezado por el imán Abu Bakr Nasir ad-Din, que declara la yihad a los gobernantes de Futa Toro. En la década de 1670, los gobernantes de Baal también tuvieron que frenar los intentos de derrocar a Futa Toro.
De principios del siglo XVIII como consecuencia de las contradicciones internas comienza el debilitamiento del imperio. Los emiratos vecinos de Tears y Brackne (en el noroeste) se aprovecharon de esto y lanzaron ataques devastadores. Al mismo tiempo, Baal obtuvo la independencia, y en la década de 1720 se formó un Imanato de Futa Yallon independiente en el sur del imperio. Desde entonces, el peso en la región del imperio ha disminuido notablemente.
En 1769, el predicador islámico Suleiman Baal levantó un levantamiento de súbditos musulmanes contra la dinastía gobernante Denianke, que profesaba el animismo. En 1770 comenzó la guerra contra el Emirato de Brackne.
Como resultado de la derrota del satigi (emperador) en 1776, la dinastía Denianke fue derrocada. Baal anunció la formación del Imanato de Futa Toro, entregando el poder al Alma Abdul-Qadir Kane.

## Economía
La base era la agricultura. También se desarrollaron la ganadería y la pesca. Debido a su ventajosa ubicación geográfica, el comercio de intermediación tuvo un impacto significativo. Un componente importante fue el comercio de esclavos, especialmente con la llegada de portugueses, holandeses y franceses.

## Religión
El representante de la dinastía y la nobleza pertenecía a los partidarios del animismo. Al mismo tiempo, el Islam se extendió gradualmente entre los aldeanos y algunas personas del pueblo. Como resultado, por razones políticas los satigi Futa-Toro comenzaron a convertirse al Islam, pero fue puramente formal.

## Organización
A la cabeza estaba el gobernante, que ostentaba el título de "manga" o "siatigi". Se basó en representantes  fulbe y en parte malinka. Los siguientes estados fueron los "torobe", gente de oración, que finalmente se islamizaron; pastores, "sebbe", a menudo de origen mixto, que formaba la base del ejército; pescadores, "balbe", habitantes más antiguos del país; "dyavambe", gente libre cuya ocupación se desconoce; artesanos divididos en castas de tejedores, "mabube", chinabars, "sakebe", carpinteros, "labbe", herreros y griot. La clase más baja eran los esclavos, "lshgube".

### Satigi
- Tengella (1490-1512)
- Koli Tengell (1513-1537)
- Labba Tengella (1537-1538)
- Samba Tengella (1538-1539)
- Gelagio Bambi (1539-1563)
- Gelagio Tabara I (1563-1579)
- Gelagio Gaisiri (1579-1580)
- Hiero Diam Koli (1580-1586)
- Sir Garmi I (1586)
- Gata Kumba I (1586-1600)
- Sir Dulmi (1600-1610)
- Gata Kumba II (1610)
- Samba Laamu (1610-1640)
- Gelagio Tabara II (1640-1669)
- Sire Tabakali (1669-1702)
- Samba Boy (1702-1707)
- Samba Donde (1707-1709)
- Bubakar Sire (1709-1710), primer mandato
- Gelagio Jegi (1710-1718)
- Bubakar Sire (1718-1721), segundo mandato
- Buubu Muusa (1721-1730)
- Samba Gelajegi (1724-1741)
- Konko Buubu Muusa (1741-1746)
- Suleiman Jaai (1746-1747), primer mandato
- Bubu Gaisiri (1747-1479)
- Suleiman Jaai (1749-1751), segundo mandato
- Sir Garmi II (1751-1752)
- Suleiman Jaai (1752-1765), tercer mandato
- Samba Boi Konko (1765-1772)
- Suleiman Boubu (1772-1775)
- Bubakar Fátimata (1775-1776)

## Tenguella (1490-1512)
El estado comenzó con una migración violenta de nómadas fulanis de Futa Yallon a Gambia liderada por Tenguella, su primer rey o mansa, en 1490. Su ataque estaba dirigido contra las provincias atlánticas que quedaban en posesión del Imperio de Malí. Aunque no tenía una base fija, el crecimiento del poder de Tenguella fue tan grande que se le llamó «Gran Rey de los Fulos» o «Gran Fulo» en documentos portugueses de la época. Desde Gambia, lideró sus fuerzas hacia el nordeste contra el creciente Imperio songhai, donde fue derrotado y murió en 1512. Tras ello, el poder pasó a su hijo, Koli Tenguella.

## Koli Tenguella (1512-1537)
Koli Tenguella redirigió a su ejército en retirada desde Songhai hacia el Imperio wólof con gran éxito. El crecimiento del Imperio del Gran Fulo aceleraría la desintegración del estado Wólof en varios reinos en guerra. Tras ello, decidió atacar la región de Bambuque, en posesión de Malí, lo que resultó en otra contundente derrota para los fula. Koli murió en 1537. Para entonces, había fijado su capital en Anyam-Godo, en la región de Futa Toro.

## Sucesores de Denanke
Los gobernantes que sucedieron a Koli Tenguella fueron todos descendientes suyos, y se llamaron Denianke o Deni Kobe. La dinastía Denianke (en ocasiones escrito Denyanke) continuó siendo una potencia en la región, manteniéndose como un reino animista frente a la creciente población islámica desde el siglo XVI hasta finales del siglo XVIII. Su dinastía fue derrocada en un conflicto con los súbditos musulmanes del reino, llevando a la creación del Imanato de Futa Toro liderado por Abd-el-Dadr Torodi en 1776, marcando el inicio del gobierno musulmán sobre la región.
Los Sila Tigi o manga (reyes) de la dinastía Denianke fueron:
- Tengella Koli I (1513-1535)
- Tengella Koli II (1535-1538)
- 15 gobernantes de nombre desconocido (1538-1765)
- Sule-Budu (1765-1776)